# Rue Cambacérès
Pour les articles homonymes, voir Cambacérès (homonymie).
La rue Cambacérès est une voie du 8e arrondissement de Paris. 

## Situation et accès
Elle commence place des Saussaies et se termine rue La Boétie.

## Origine du nom

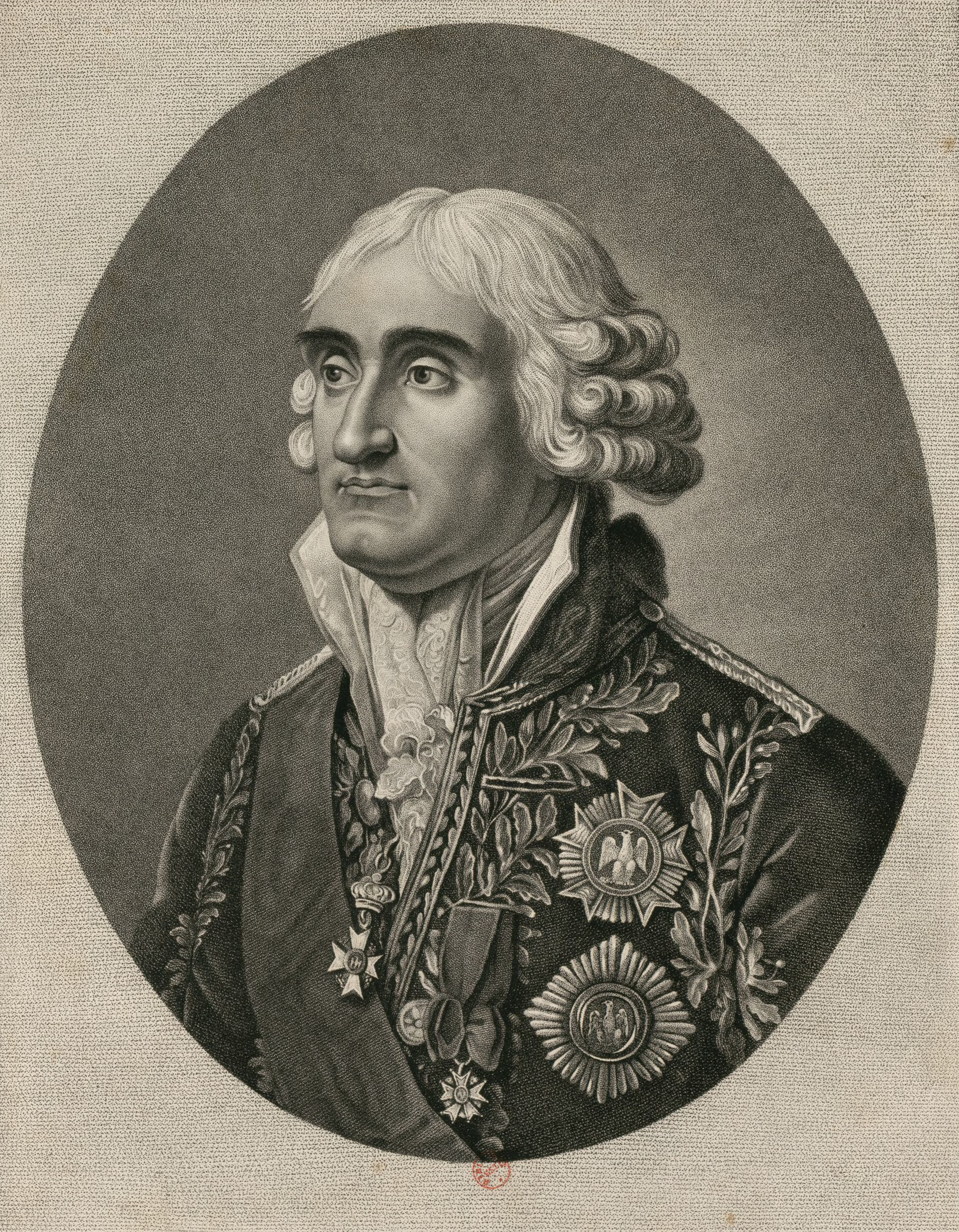
Cambacérès.

Elle porte le nom du jurisconsulte et homme politique français Jean-Jacques-Régis de Cambacérès (1753-1824).

## Historique

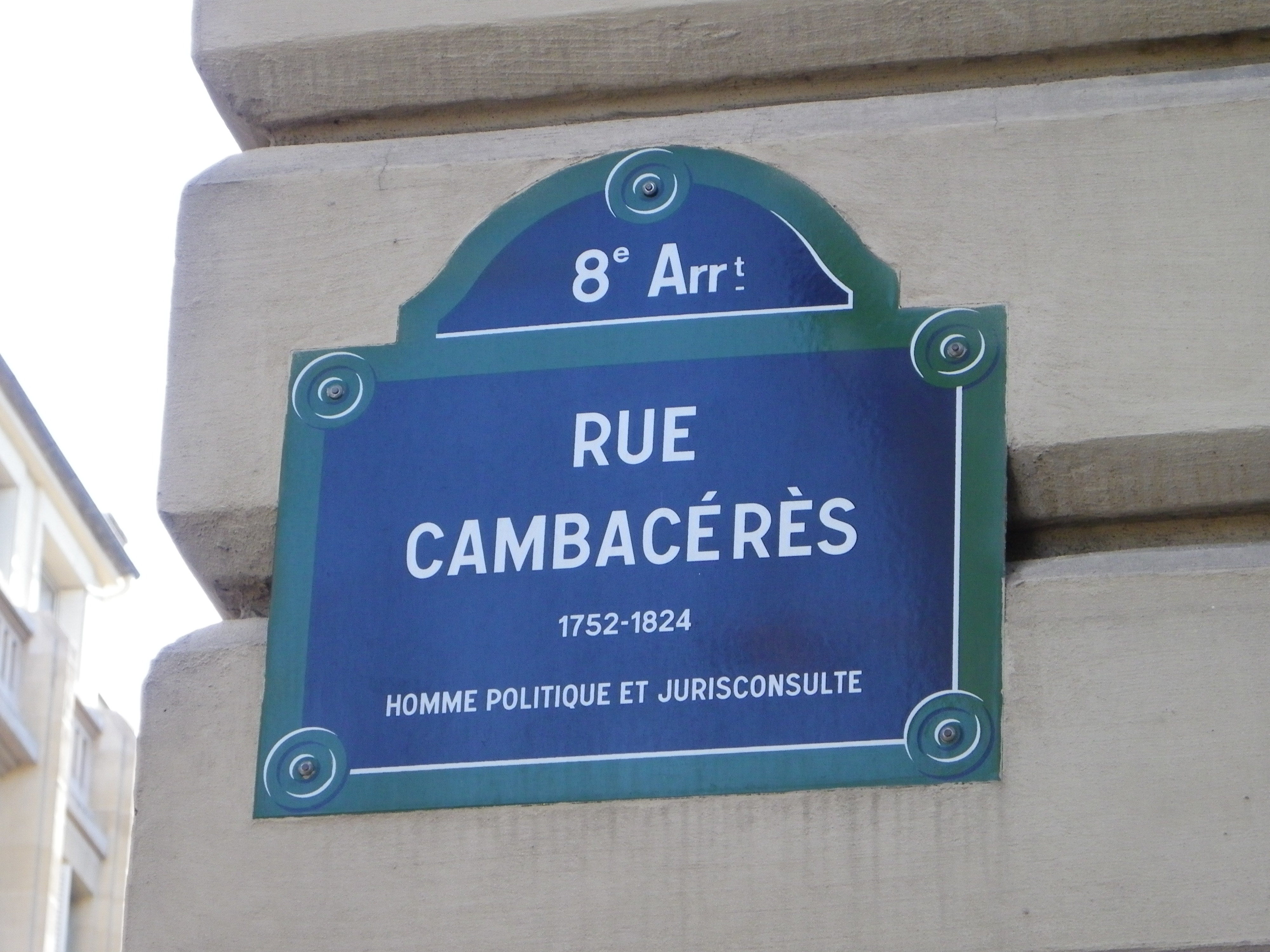
Plaque de la rue Cambacérès.

L'actuelle rue Cambacérès n'était à l'origine qu'une section de la rue de la Ville-l'Évêque qui en fut détachée en 1865. Entre les actuelles place des Saussaies et rue de Penthièvre, elle était toutefois indiquée sous le nom de « rue du Chemin-Vert » sur le plan de Jouvin de Rochefort en 1672. Après s'être appelée « rue Berthollet », elle reçut sa dénomination actuelle le 2 octobre 1865. 

## Bâtiments remarquables et lieux de mémoire
- No 1-15 : immeubles dépendant du ministère de l'Intérieur. Le compositeur Emmanuel Chabrier y a travaillé entre 1861 et 1880.
- Ernest Goüin (1815-1885), ingénieur et industriel (hôtel du no 4).
- No 8 : emplacement d'un ancien hôtel en 1910[1].
- No 9 (ancien) : Alphonse de Lamartine (1790-1869), homme politique et poète français, y habita en 1869[2]. Exproprié avec le no 13 de la rue en 1881 pour y accueillir des services du ministère de l'Intérieur.
- No 11 : siège de l'Inspection générale de la Police nationale.
- No 12 : Raphaël Duflos (1858-1946), sociétaire de la Comédie-Française, y est mort le 21 janvier 1946 (plaque commémorative).
- No 14 : ancien hôtel (en 1910, propriété du comte Éric Joly de Bammeville)[1].

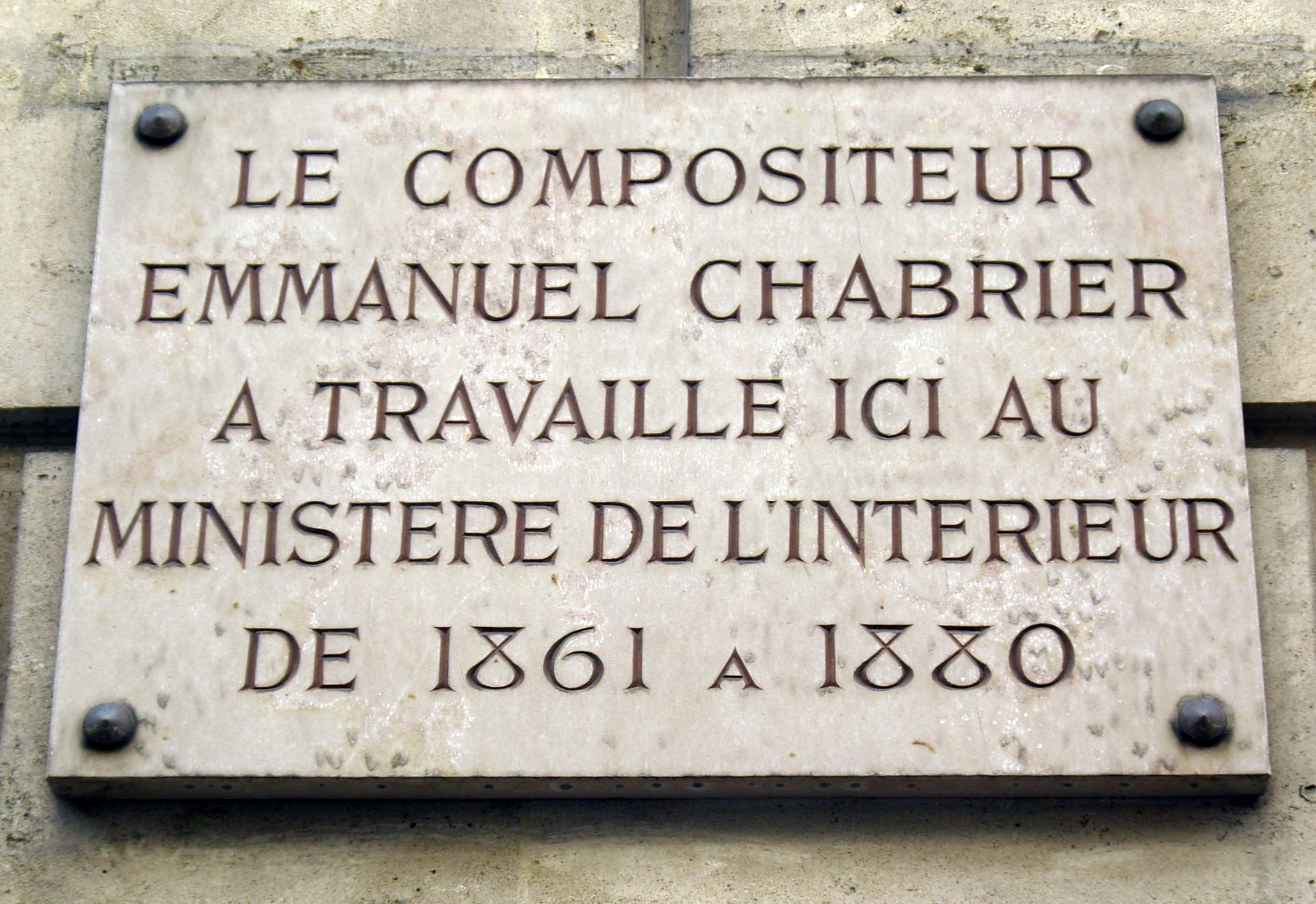
Plaque commémorative au no 7, en hommage à Emmanuel Chabrier.
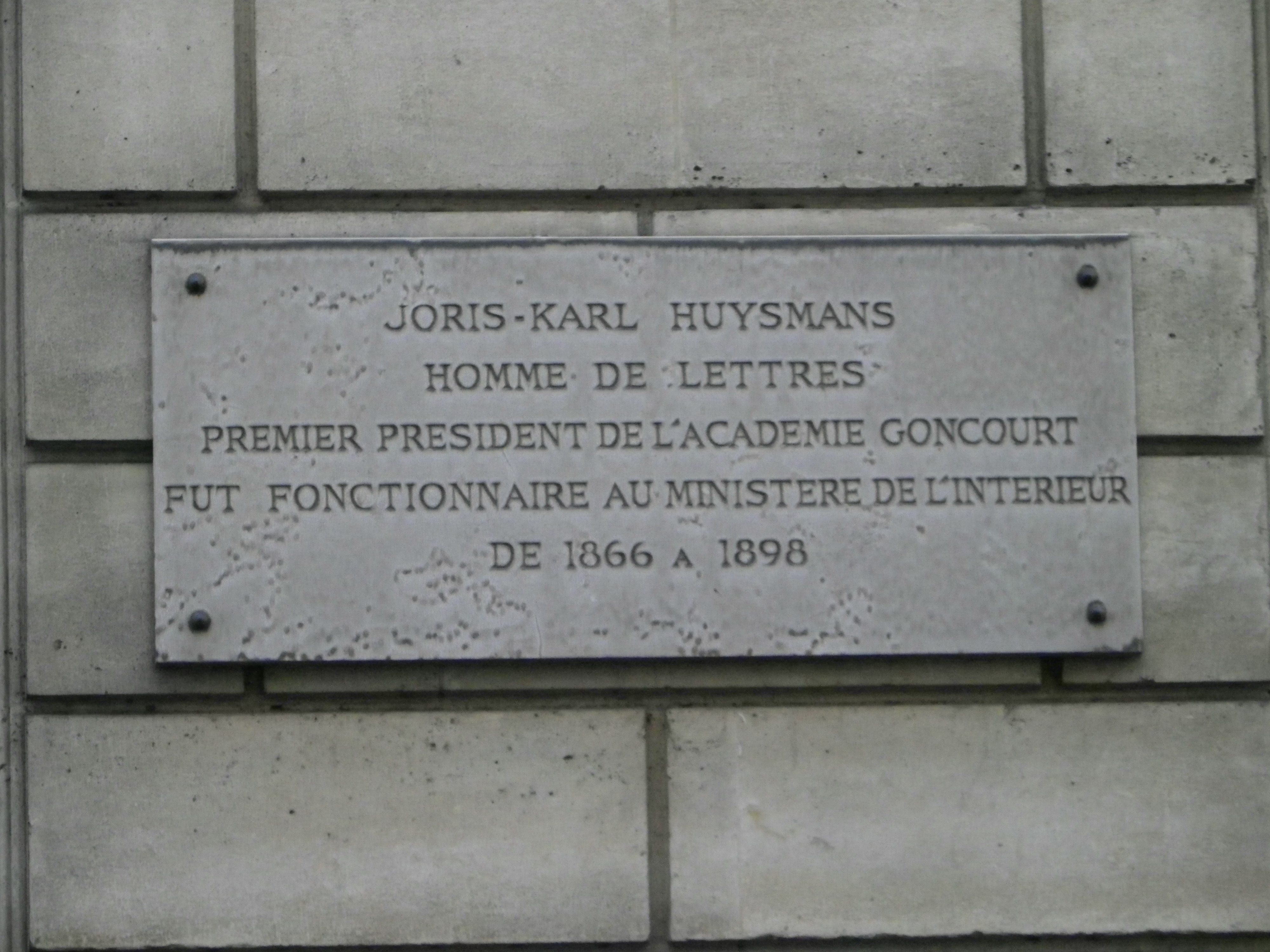
Plaque commémorative au no 9, en hommage à Joris-Karl Huysmans.
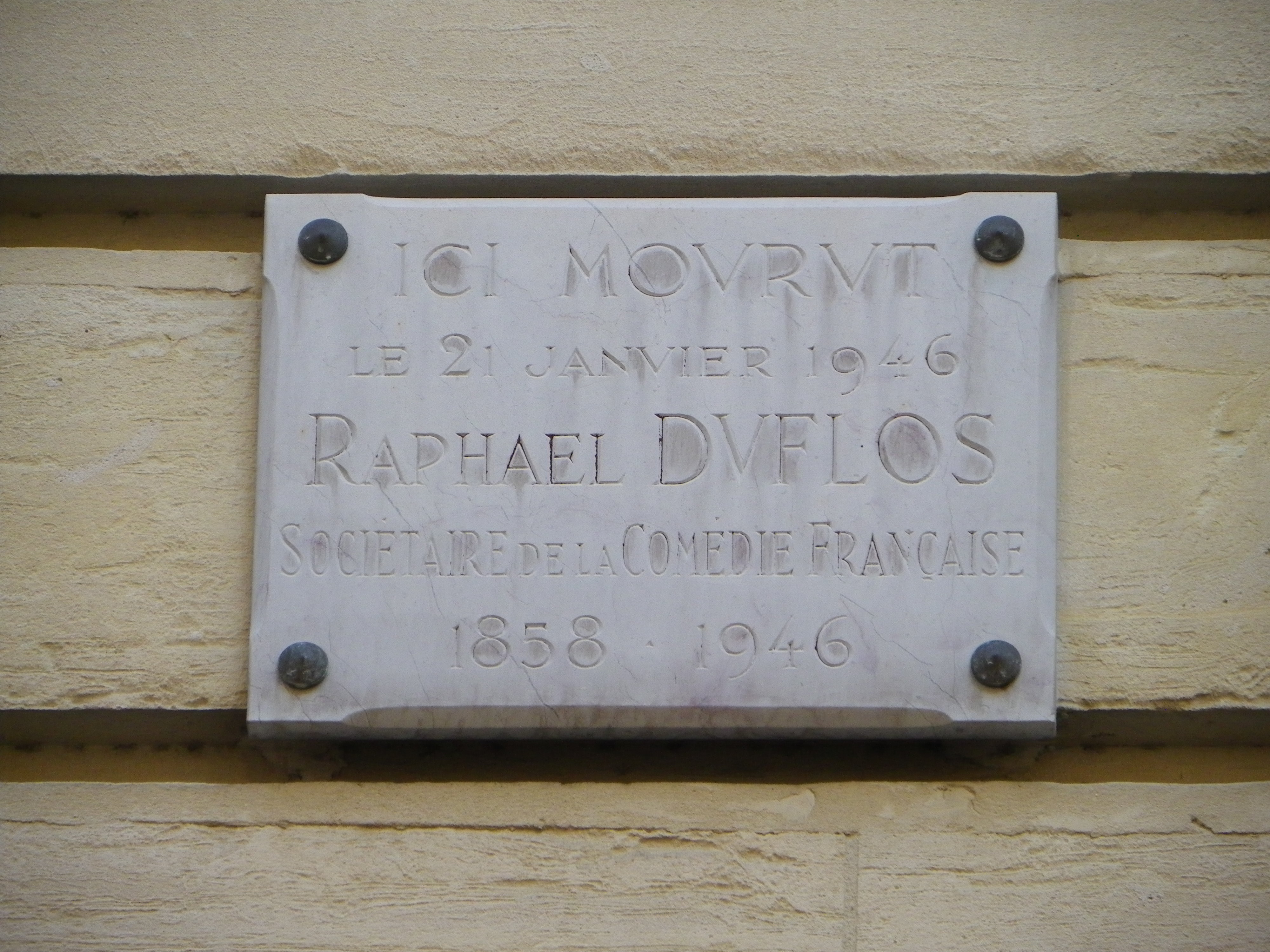
Plaque commémorative au no 12, en hommage à Raphaël Duflos.